# Целовальников Олег Миколайович
Олег Миколайович Целовальников (рос. Олег Николаевич Целовальников; нар. 1 червня 1969, Астрахань, РРФСР) — радянський та російський футболіст, воротар, по завершенні кар'єри гравця — російський футбольний тренер та функціонер. Майстер спорту СРСР.

## Життєпис
Вихованець ФК «Волгар», перший тренер — В. Попов. Виступав за «Волгар», у вищій лізі СРСР за «Ротор», а також за нижньогородський «Локомотив» та українські команди «Закарпаття» й СК «Одеса».
У 25 років отримав важку травму хребта, через декілька місяців після операції зрозумів, що повернутися на колишній рівень не вийде. Завершивши кар'єру гравця, працював тренером у дитячій спортивній школі, а паралельно почав обслуговувати матчі на місці бокового судді. Мав категорію асистента ФІФА. Тривалий період часу займав посаду тренера-викладача центру підготовки футболістів «Волгар». Починаючи з сезону 2014/15 років — начальник команди «Волгар». Починаючи з сезону 2017/18 років — спортивний директор клубу.

## Сім'я
Син — Владислав Целовальников (нар. 1991) — футболіст, воротар.